# Giao diện (điện toán)
Trong điện toán, giao diện (tiếng Anh: interface) là một biên giới chia sẻ giữa hai thành phần tách biệt của một hệ thống máy tính trao đổi thông tin. Việc trao đổi có thể là giữa phần mềm, phần cứng máy tính, các thiết bị ngoại vi, con người và kết hợp của những thứ đó. Một số thiết bị phần cứng máy tính, như màn hình cảm ứng, có thể gửi và nhận dữ liệu thông qua giao diện, trong khi một số khác như chuột hay micro chỉ cung cấp giao diện để gửi dữ liệu tới một hệ thống nhất định.

## Giao diện phần cứng
Giao diện phần cứng gồm nhiều thành phần, như bus, thiết bị lưu trữ, các thiết bị nhập/xuất (I/O)...

## Giao diện phần mềm
Một giao diện phần mềm có thể chỉ một loạt các loại giao diện khác nhau ở nhiều "mức" (level) khác nhau: một hệ điều hành có thể giao tiếp với các phần cứng. Ứng dụng hay chương trình chạy trong hệ điều hành có thể cần tương tác với các luồng, và trong các chương trình hướng đối tượng, các đối tượng trong một chương trình có thể cần tương tác với nhau thông qua phương thức.

## Giao diện người dùng
Giao diện người dùng (user interface) là điểm tương tác giữa máy tính và con người